# Leptoseris hawaiiensis
Leptoseris hawaiiensis is een rifkoralensoort uit de familie van de Agariciidae. De wetenschappelijke naam van de soort is voor het eerst geldig gepubliceerd in 1907 door Vaughan.